# František Bakule
František Bakule (17. květen 1877, Lidmovice u Vodňan – 15. leden 1957, Praha), nazývaný enfant terrible české pedagogiky, se proslavil jako první ředitel Jedličkova ústavu i svým působením v dětském sboru Bakulovi zpěváčci. Jeho metody (vyučování prací, přátelský vztah k žákům, atp.) byly přijímány velmi rozporuplně, ale dnes je jeho pedagogické dílo považováno za hodnotné a ojedinělé.

## Život

### Mládí
Vyrůstal v selské rodině se třemi mladšími sourozenci. Jeho rodina byla velmi muzikální a doma často vícehlasně zpívali. Studoval na gymnáziu v Písku. Potom vystudoval učitelský ústav v Příbrami.

### Učitelské působení
V roce 1897 nastoupil na školu ve Vrapicích (dnes součást Kladna). V roce 1898 přešel na školu v Družci. Zde založil školní satirický časopis a svůj první dětský pěvecký sbor. V roce 1900 je převeden jako definitivní podučitel na školu v Kozlech. Zde vedl právní spor s farářem Horákem (nařkl ho ze schvalování vraždy Anežky Hrůzové, byl odsouzen k pokutě). Zabýval se zde poprvé i lidovýchovnou činností. Uspořádal několik veřejných přednášek a založil místní knihovnu. V roce 1901 oficiálně nastupuje na školu v Malé Skále. Onemocněl však tuberkulózou a na školu nastoupil až v roce 1902. V té době zde byla silně rozšířená dětská práce a alkoholismus. Bakule proto zavedl ve svém bytě „klub“, kam mohly děti po škole přijít trávit svůj volný čas. Převážně tu hrály šachy a četly si z Bakulovy knihovny. Měl problémy s nadřízeným Kyselou, který odsuzoval vedení diskusí při výuce i přátelské vztahy s žáky. Bakule zde začal experimentovat s uměleckou výchovou. Zavedl volné kreslení (žáci kreslili podle paměti, nebo se pokoušeli o karikatury), volný sloh a vícehlasný sborový zpěv. S také žáky psal a nacvičoval satirické divadelní hry. Snažil se o zavedení tzv. volné kázně, tedy výuky diskusí a rozhovorem. Jako jeden z prvních učitelů poučoval mládež o sexuálních otázkách. Krátce také redigoval časopis Krásné čtení, kde publikoval práce svých žáků.

### Jedličkův ústav

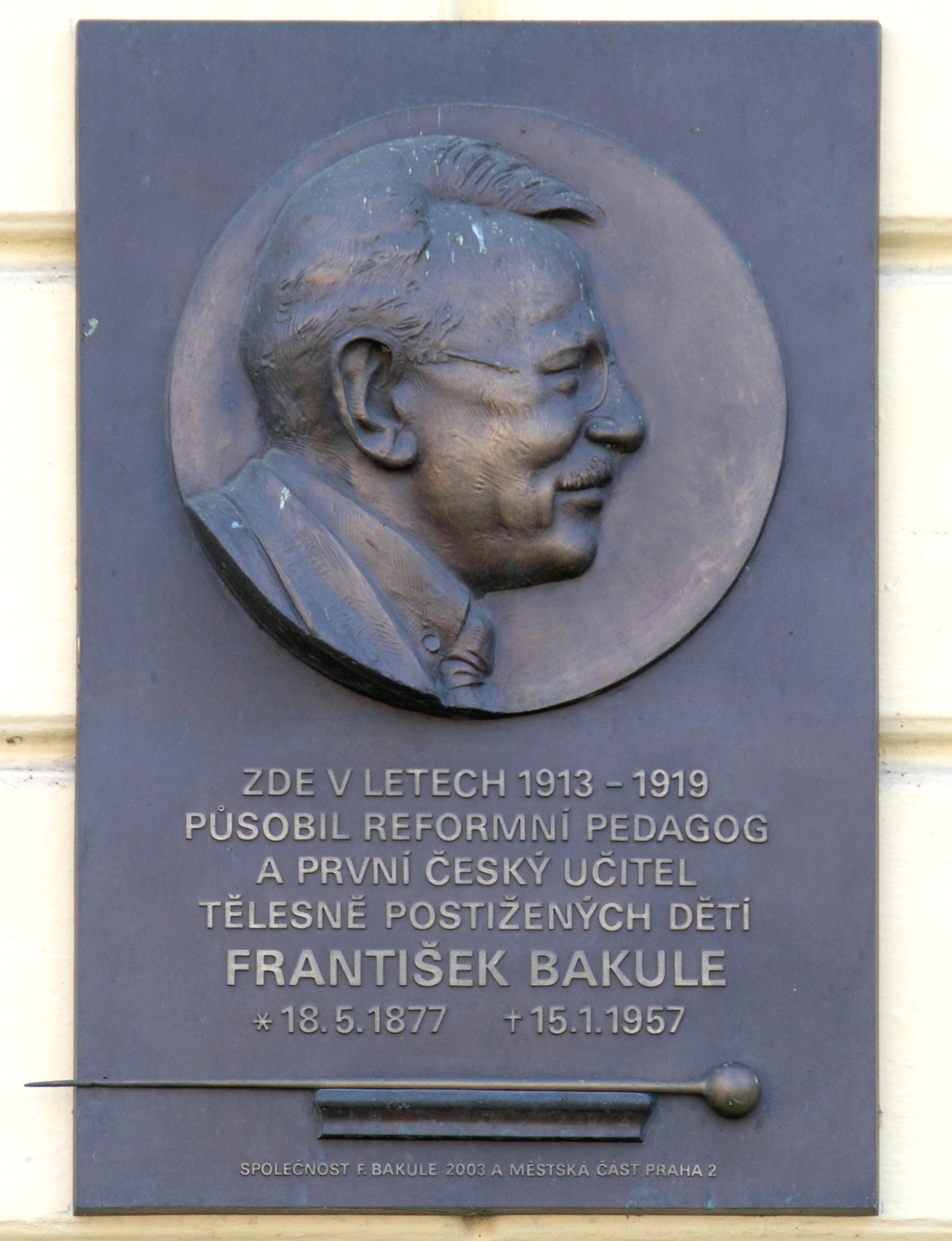
Pamětní deska na budově Jedličkova ústavu v Praze na Vyšehradě

V roce 1912 odchází z maloskalské školy do nového Jedličkova ústavu (oficiálně je to povoleno jako dovolená). Důležitou vedoucí osobností byl pro Františka Bakule chirurg MUDr. Rudolf Jedlička. Před nástupem do ústavu cestoval Bakule po německých ústavech a sbíral zkušenosti. V roce 1913 nastupuje do ústavu a postupně je zde přijato 12 chovanců. S dětmi se snažil aplikovat výchovu manuální prací, ale dostával se kvůli tomu do častých sporů s představenstvem ústavu. Po r. 1914 vzešla nutnost zřídit při škole také školu pro vojíny – invalidy. Bylo zřízeno takzvané literní oddělení, různé řemeslné díly a přírodovědná laboratoř. Bakule se snažil povzbuzovat dospělé invalidy a inicioval jejich setkávání s postiženými dětmi, které jim dodávaly optimismus. Postupně však ztratil místo ředitele i ředitele výchovného oddělení a po osobních rozporech s Jedličkou z ústavu odchází v roce 1918.

### Jádro sporu
Jedlička byl přesvědčen, že mrzáci jsou pro svá omezení odsouzeni k živoření a závislosti na milosrdenství svého okolí. Měl za to, že pro děti je dobré, když to pochopí co nejdřív. Na rozdíl od něho zastával Bakule názor, že výchova tělesně postižených dětí má usilovat o hledání možností, jak se o své živobytí v budoucnu mohou postarat sami – vlastní prací. Ultimatum ze strany Jedličky znělo: „Buď já nebo Bakule“. Bakule měl na své straně děti a rodiče, ale proti věhlasnému Jedličkovi neměl Bakule šanci uspět a odešel.

### Bakulův ústav pro výchovu životem a prací
Z Jedličkova ústavu s ním odešly i postižené děti. Zprvu se nazývali Bakulova družina. Družina neměla trvalé sídlo a hodně cestovala po celé republice. Dočasně si dokonce vydělávala loutkovým divadlem. Později byly nejdůležitějším zdrojem peněz koncerty Bakulova pěveckého sboru. Proslulý sbor zpíval v USA, Německu, Dánsku, Švýcarsku, Francii i v Maďarsku, koncerty rovněž měly sbližovat lidi nejrůznějšího původu, ras, národnosti, náboženství, sociální příslušnosti a propagovaly mírové ideje. Postupem času se děti staly jednotkou dorostu červeného kříže, kde se setkaly s Miss Harrison (delegátkou Červeného kříže), která jim finančně vypomáhala. Za podpory Červeného kříže i z výtěžků koncertů zakoupil Bakule dům v Mozartově ulici v Praze 5, dům se pak stal sídlem nového ústavu. V roce 1931 se Bakule rozhodl otevřít ve svém ústavu smíšené třídy, ve kterých by se vzdělávaly současně s chovanci i děti zdravé. Inkluzivní vzdělávání mělo zrušit skleníkovou izolaci tělesně postižených dětí. Ve školním roce1932/33 bylo do Bakulova ústavu přijato dvacet zdravých dětí. Proti tomuto kroku se rozjela štvavá kampaň jeho odpůrců a ministerstvo školství odňalo ústavu souhlas k vydávání platných vysvědčení.
V roce 1933 Bakule pro nemoc ukončil svou činnost. Bakulův ústav pro výchovu životem a prací byl zrušen a budova prodána v dražbě. Bakulovy pedagogické zásady, které měly velký ohlas například ve Francii, byly v Česku znovuobjeveny až po roce 1989.

### Dětské výrobní družstvo
V roce 1927 vzniká z bývalých žáků Jedličkova ústavu Dětské výrobní družstvo. Vyráběli dětské hry, nábytek (skříňky, ozdobné kazety), betlémy a figurky. Navázalo na předchozí zkušenosti Bakulovy továrny z Jedličkova ústavu z roku 1915.

### Úmrtí
Zemřel roku 1957 v Praze a byl pohřben na hřbitově ve Sněhově u Malé Skály. Žáci na něj vzpomínají s láskou.